# 대헬싱키
대헬싱키(핀란드어: Helsingin seutu 헬싱긴 세우투[*], 스웨덴어: Helsingforsregionen 헬싱포르스레기오넨[*])는 핀란드의 수도 헬싱키를 중심으로 하는 광역권이다. 헬싱키, 반타, 에스포, 카우니아이넨, 키르코눔미, 비흐티, 누르미얘르비, 휘빙캐, 투술라, 케라바, 얘르벤패, 맨챌래, 포르나이넨, 시포의 14개 지자체로 이루어져 있으며, 그 중 헬싱키, 반타, 에스포, 카우니아이넨 4개 지자체가 수도권(핀란드어: Pääkaupunkiseutu 패카우풍키세우투[*], 스웨덴어: Huvudstadsregionen 후부스타스레기오넨[*])을 형성한다.